# Діадема (Сан-Паулу)
Діадема (порт. Diadema) — місто і муніципалітет бразильського штату Сан-Паулу. Складова частина міської агломерації Великий Сан-Паулу, однойменного мезорегіону та економіко-статистичного мікрорегіону Сан-Паулу. Населення становить 395 тис. чоловік (2008 рік, IBGE), муніципалітет займає площу 20,4 км².